# Saison 13 d'Alerte Cobra
Chronologie
Saison 12 Saison 14
Cet article présente le guide des épisodes la treizième saison de la série télévisée Alerte Cobra.

## Distribution

### Acteurs principaux
- Erdoğan Atalay : Sami Gerçan (inspecteur)
- René Steinke : Tom Kranich (inspecteur)

### Acteurs récurrents
- Charlotte Schwab : Anna Angalbert (chef de service)
- Carina Wiese : Andréa Schäffer (secrétaire)
- Dietmar Huhn : Henri Granberger (brigadier)
- Gottfried Vollmer : Boris Bonrath (brigadier)
- Siggi H : Siggi Müller (brigadier)

## Diffusion
En Allemagne, la saison a été diffusée du 13 mars 2003 au 10 avril 2003, sur RTL Television.
En France, la saison a été diffusée du 9 novembre 2003 au 22 novembre 2004 sur TF1. À noter que TF1 diffusait aléatoirement les épisodes.

## Épisodes

### Épisode 1:Profession à risque
- Allemagne : 13 mars 2003 sur RTL Television
- France : 22 novembre 2004 sur TF1

### Épisode 2:Coup de folie
- Allemagne : 20 mars 2003 sur RTL Television
- France : 23 novembre 2003 sur TF1

### Épisode 3:Question de confiance
- Allemagne : 27 mars 2003 sur RTL Television
- France : 9 novembre 2003 sur TF1

### Épisode 4:Les ombres du passé[1/2]
- Allemagne : 3 avril 2003 sur RTL Television
- France : 7 décembre 2003 sur TF1

S'apercevant qu'il est poursuivi par la police, un chauffeur routier perd le contrôle de son camion en voulant s'enfuir et cause un accident.
Par la suite, Tom et Sami apprennent que le camion contenait de la drogue. 
Tom rencontre ensuite la dirigeante de la compagnie de transport, une dénommée Elena Krüger, avec qui il débute une relation amoureuse. 
Apparition du chien Johannes.

### Épisode 5:Démission[2/2]
- Allemagne : 10 avril 2003 sur RTL Television
- France : 14 décembre 2003 sur TF1

Un trafic de stupéfiants est intercepté sur l'autoroute mais les chauffeurs sont brutalement tués. Le mode opératoire ressemble à celui de Leon Zürs, mais Tom et Sami l'ont vu périr dans l'explosion de sa voiture lors de l'épisode précédent. Ils orientent leurs investigations vers Helmut Marz, un autre baron de la drogue. Ils se rendent chez lui mais découvrent le corps de l'homme sans vie. 
Au cours de leur enquête, Tom et Sami découvrent que Zürs n'est pas mort et qu'il veut désormais se venger de Tom. Il place une bombe sous la voiture de l'inspecteur, mais c'est Elena Krüger qui est tuée dans l'explosion. 
Dernière apparition d'Elena Krüger.